# Mark Rosenfelder
Mark Rosenfelder (...) è un glottoteta statunitense.
È il creatore del sito web Zompist.com e uno dei principali glottoteti oggi operanti. Fra i suoi lavori ospitati sul sito vi sono il Kit di Costruzione di Linguaggi, la lingua artificiale verduriana, il mondo immaginario di Almea e gli Swatoons. È inoltre autore di numerosi editoriali politici, tra cui 
Reconstituting America, The Last Century, e What's Wrong with Libertarianism?, ed è ospite del Bulletin board di Zompist.
Rosenfelder è l'inventore di un buon numero di lingue artificiali, tra cui spiccano il verduriano, l'ismaîn, il cadhinor, ed il flaidish.

## Opere scelte
- The Language Construction Kit, Chicago, Yonagu Books, 2010, ISBN 978-0-9844700-0-6
- Advanced Language Construction Kit, Chicago, Yonagu Books, 2012, ISBN 978-1-4782-6753-9
- The Conlager's Lexipedia, Chicago, Yonagu Books, 2013, ISBN 978-1-4937-3300-2
- The Syntax Construction Kit, Chicago, Yonagu Books, 2018, ISBN 978-1-7296-4736-3